# McPherson Square
McPherson Square est une place du centre-ville de Washington, la capitale des États-Unis. Elle est nommée en l'honneur de James B. McPherson, général dont une statue équestre orne son centre.